# 钱币收藏

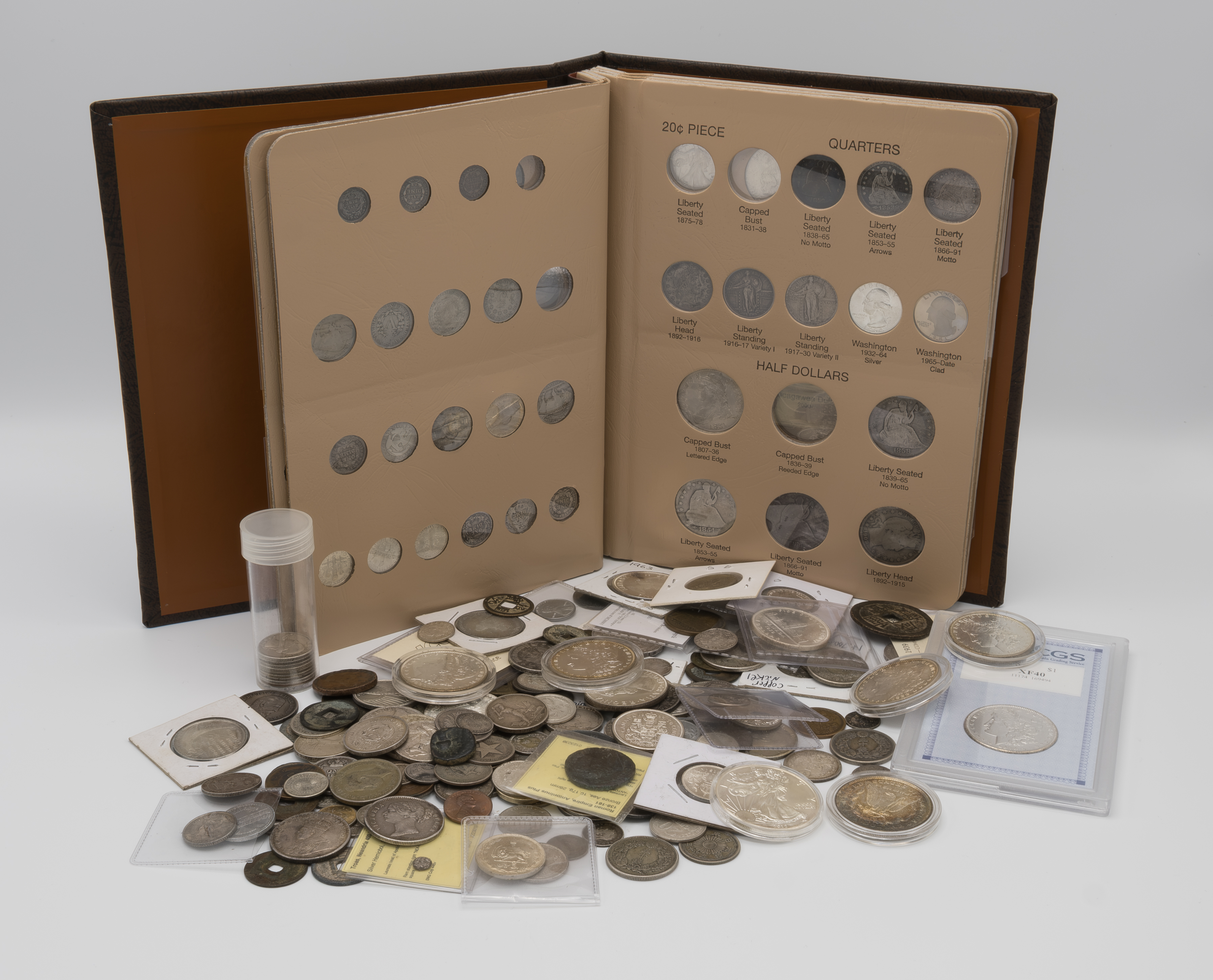
钱币收藏

钱币收藏是指錢幣愛好者因為喜歡硬幣而去收藏硬幣或其他形式的法定货币。錢幣愛好者一般會收藏精美、稀有、具有历史意义的硬币。例如錢幣愛好者可能會收藏某一版的全套硬币、仅在很短时间內流通的硬币或錯體硬幣。钱币收藏与货币学的区别在于，货币学學者一般會对货币整体作系统研究，而钱币愛好者僅僅是收藏銀幣而已，本身並不去研究。